# Fuga: Melodies of Steel
Fuga: Melodies of Steel est un jeu vidéo de type RPG développé et édité par Cyberconnect2, sorti en 2021 sur Nintendo Switch, PlayStation 4, Xbox One et Microsoft Windows. On incarne un groupe de 12 enfants à bord d'un Tank géant qui partent au secours de leurs parents kidnappés par l'Empire Berman.
Le jeu se situe dans l'univers du Little Tail Bronx, il est donc une suite spirituelle de Tail Concerto sorti en 1998 sur PlayStation, de Solatorobo: Red the Hunter sorti en 2010 sur Nintendo DS et de Little Tail Story sorti sur iOs et Android en 2014.
Le jeu intègre la Trilogie de la Vengeance, ensemble de 3 jeux développés en interne chez le studio afin d'être publiés de façon indépendante. Les deux autres jeux de la trilogie sont Tokyo Ogre Gate et Cecile.

## Trame
Le jeu s'inscrit dans l'univers de Little Tail Bronx. Il est situé chronologiquement quelques années avant Solatorobo. Le jeu est ancré dans un style steampunk.
Le joueur gère un groupe de 12 enfants, qui partent à la poursuite de l'Empire Berman, une nation fasciste et diabolique qui cherche à l'aide d'armes technologiquement avancées à plonger le monde dans une guerre totale. Les familles des jeunes protagonistes ont été enlevés à la suite de l'attaque de leur village, c'est à la suite de cet événement qu'ils découvrent un char d'assaut géant, le Taranis,. C'est à bord de ce véhicule antique que s'engage le groupe de héros.

## Système de jeu
Fuga: Melodies of Steel est un tactical RPG qui présente des éléments d'un jeu de stratégie, de tir mais aussi de rogue-like. Le jeu se divise en deux phases principales, les phases de combat et les phases de pause[réf. nécessaire]. Les phases de combat se déroulent en tour par tour, de façon classique, où le joueur prend place dans un char gigantesque. Autre particularité du véhicule, la présence du Canon des Âmes, qui peut être utilisé en l'échange du sacrifice d'un des enfants. Les phases de pause permettent de développer les affinités entre les protagonistes par le biais des points AP[Quoi ?],. La gestion des sentiments des membres de l'équipage (tels que la désobéissance, le spleen ou la dépression) joue aussi un rôle sur les statistiques des personnages.

## Développement
En février 2018, CyberConnect2 annonce le projet C5, un ensemble de jeu auto-publié afin de créer des jeux en dehors de leurs contrats avec des éditeurs majeurs. Le projet C5 regroupe alors trois jeux tactiques dans la Trilogie de la Vengeance, dont leur sortie est effective aussi bien au Japon, qu'en Occident,.
Le premier des trois est Fuga: Melodies of Steel, jeu anniversaire de la franchise Little Tail Bronx qui fête ses 20 ans. Au rythme prévu d'une sortie tous les 3 mois, le second jeu est Tokyo Ogre Gate ; jeu se déroulant dans un Tokyo alternatif, envahis par des démons. Le dernier jeu annoncé est Cecile, il est prévu d'incarner un groupe de sorcières dans une succession de combats contre des bosses (« Boss-rush ») en 2,5D.
Le 25 mars 2019, Fuga: Melodies of Steel est présenté en direct par le directeur du jeu Yoann Guéritot et le directeur du studio, Hiroshi Matsuyama. Alors que le jeu était prévu pour l'été 2019, il se voit repoussé à l'automne 2019 et ne sort finalement que le 29 juillet 2021 en dématérialisé uniquement sur PC Steam, Nintendo Switch, PS4|5 et XBox Series X|S.